# Pitt Rivers Museum
Le Pitt Rivers Museum est un musée présentant les collections archéologiques et anthropologiques de l'Université d'Oxford au Royaume-Uni. Le musée est situé à l'est du musée d'histoire naturelle de l'université d'Oxford et n'est accessible que par ce bâtiment.
Le musée est fondé en 1884 par Augustus Pitt Rivers, qui fait don de sa collection privée à l'Université d'Oxford à la condition qu'un maître de conférences permanent en anthropologie soit nommé. Edward Burnett Tylor est ainsi devenu le premier maître de conférences en anthropologie au Royaume-Uni après sa nomination au poste de lecteur en anthropologie en 1885. Le personnel du musée continue d'enseigner l'archéologie et l'anthropologie à l'université. Le premier conservateur du musée est Henry Balfour. Une deuxième stipulation dans l'acte de donation est qu'un bâtiment doit être fourni pour abriter la collection et être utilisé à aucune autre fin. L'université a donc engagé Thomas Manly Deane, fils de Thomas Newenham Deane qui, avec Benjamin Woodward, conçoit et construit le bâtiment original du musée d'histoire naturelle de l'université d'Oxford trois décennies plus tôt, pour créer un bâtiment attenant à l'arrière du bâtiment principal pour abriter la collection. La construction commence en 1885 et s'est achevée en 1886.
Le don initial comprenait environ 22 000 articles ; ce chiffre s'élève désormais à plus de 500 000 articles, dont beaucoup sont donnés par des voyageurs, des érudits et des missionnaires.

## Organisation
L'espace d'exposition dans le bâtiment du musée est une grande salle rectangulaire à colonnades. Il comporte deux niveaux de mezzanine et un plafond voûté massif, et regorge de vitrines en verre et d'expositions.
La collection du musée est organisée selon une typologie, selon la manière dont les objets ont été utilisés, plutôt qu'en fonction de leur âge ou de leur origine. L'exposition de nombreux exemples d'un type particulier d'outil ou d'artefact, montrant des variations historiques et régionales, est une caractéristique inhabituelle et distincte de ce musée. Cette disposition topologique est basée sur les théories d'Augustus Henry Lane Fox Pitt Rivers ; il avait l'intention que sa collection montre la progression du design et l'évolution de la culture humaine, du simple au complexe. Bien que cette approche évolutive de la culture matérielle ne soit plus appropriée dans le paradigme moderne d'exposition des objets archéologiques et anthropologiques, le musée a globalement conservé l'organisation typologique d'origine en raison du Deed of Gift de Pitt Rivers qui stipulait que toute modification apportée aux expositions « ne doit pas affecter le principe général lancé par Augustus Henry Lane Fox Pitt Rivers ».
Comme le musée possède une vaste collection d’objets ; ceux exposés sont changés périodiquement.
Le musée est fermé en raison de la quarantaine COVID-19. Le musée est fermé du 17 mars 2020  au 22 septembre 2020. Lors de cette fermeture, il est décidé de retirer les expositions de têtes réduites ainsi que d'autres restes humains. Le directeur du musée publie une déclaration : « Exposer des Tsantsas (têtes réduites) a renforcé les pensées racistes et stéréotypées qui vont à l'encontre des valeurs fondamentales du musée ». Les têtes réduites étaient exposées depuis les années 1940,.

## Totem haïda

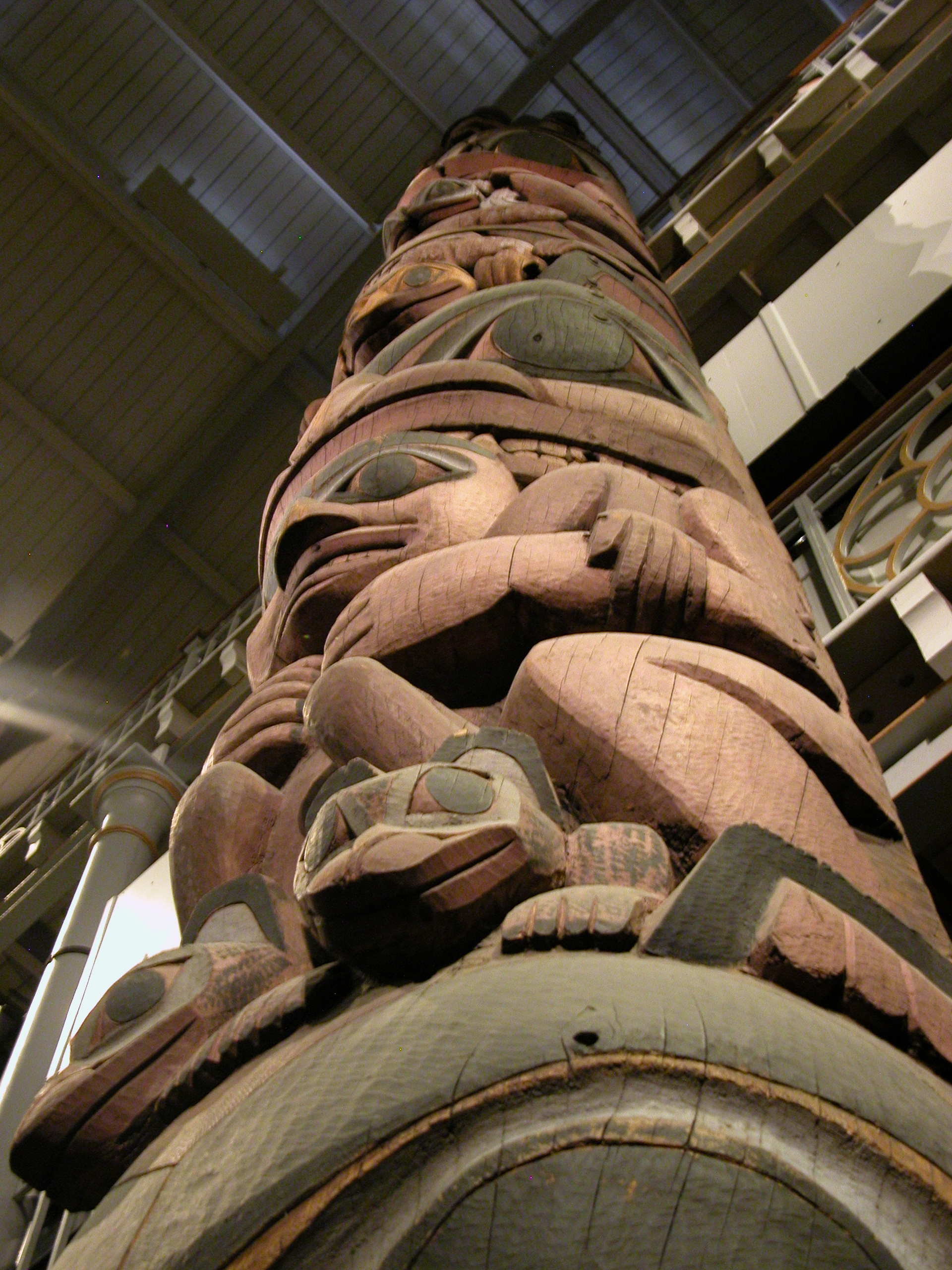
Le totem haïda, de Star House dans le village de Massett sur Haida Gwaii (îles de la Reine-Charlotte), Canada

Le plus grand objet exposé dans le musée est le poteau de la maison haïda, un totem d'une hauteur de 11,36 m. Il se trouve à l'origine devant la Star House dans le village d'Old Massett (nom haïda Uttewas), sur l'île Graham, en Colombie-Britannique, au Canada. La Star House appartenait au chef Anetlas (vers 1816-1893) ; on pense que la maison est construite en 1882. Le poteau est acheté par Edward Burnett Tylor et transporté au Pitt Rivers Museum en 1901,,.

## Galerie de photos

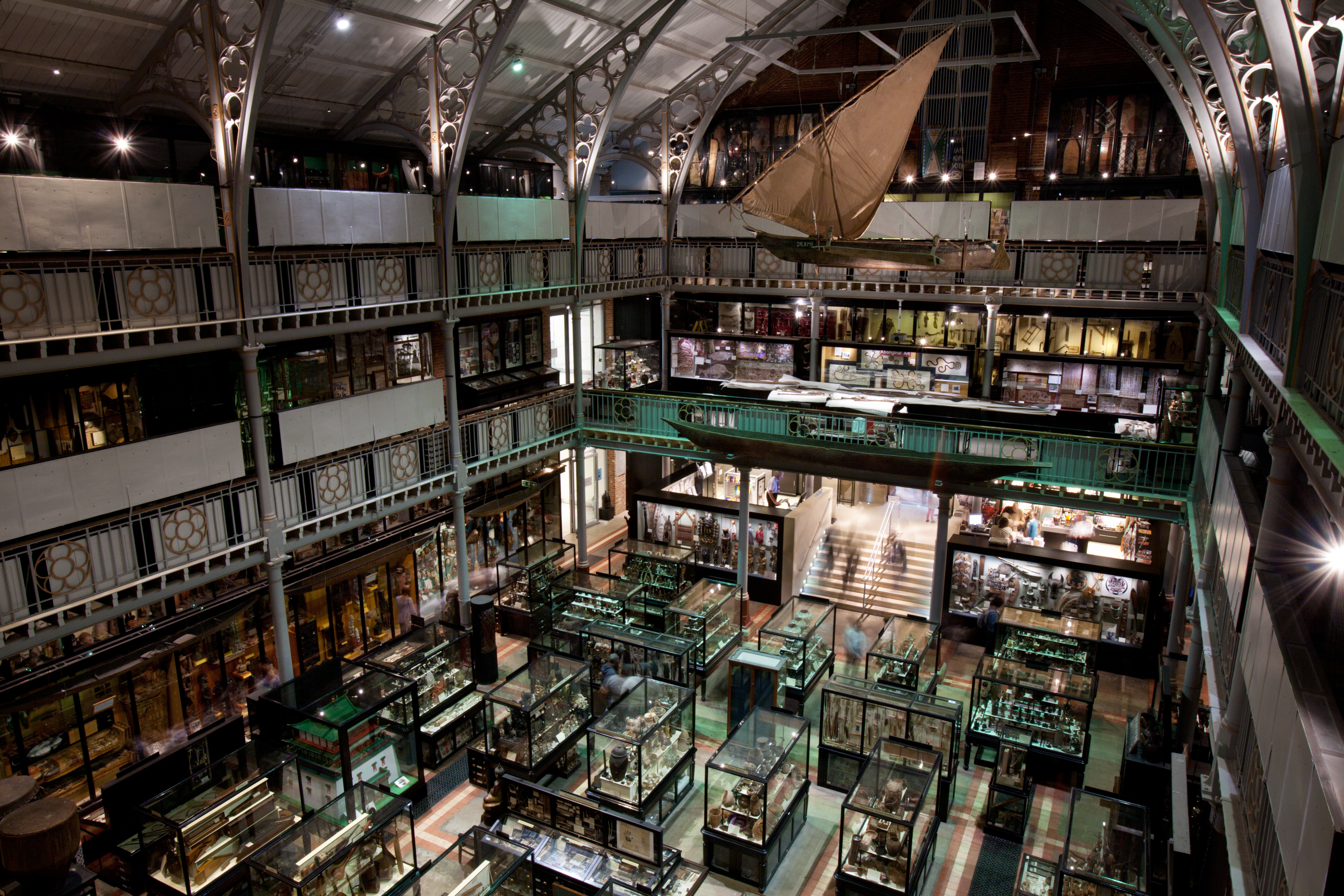
Le musée de Pitt Rivers
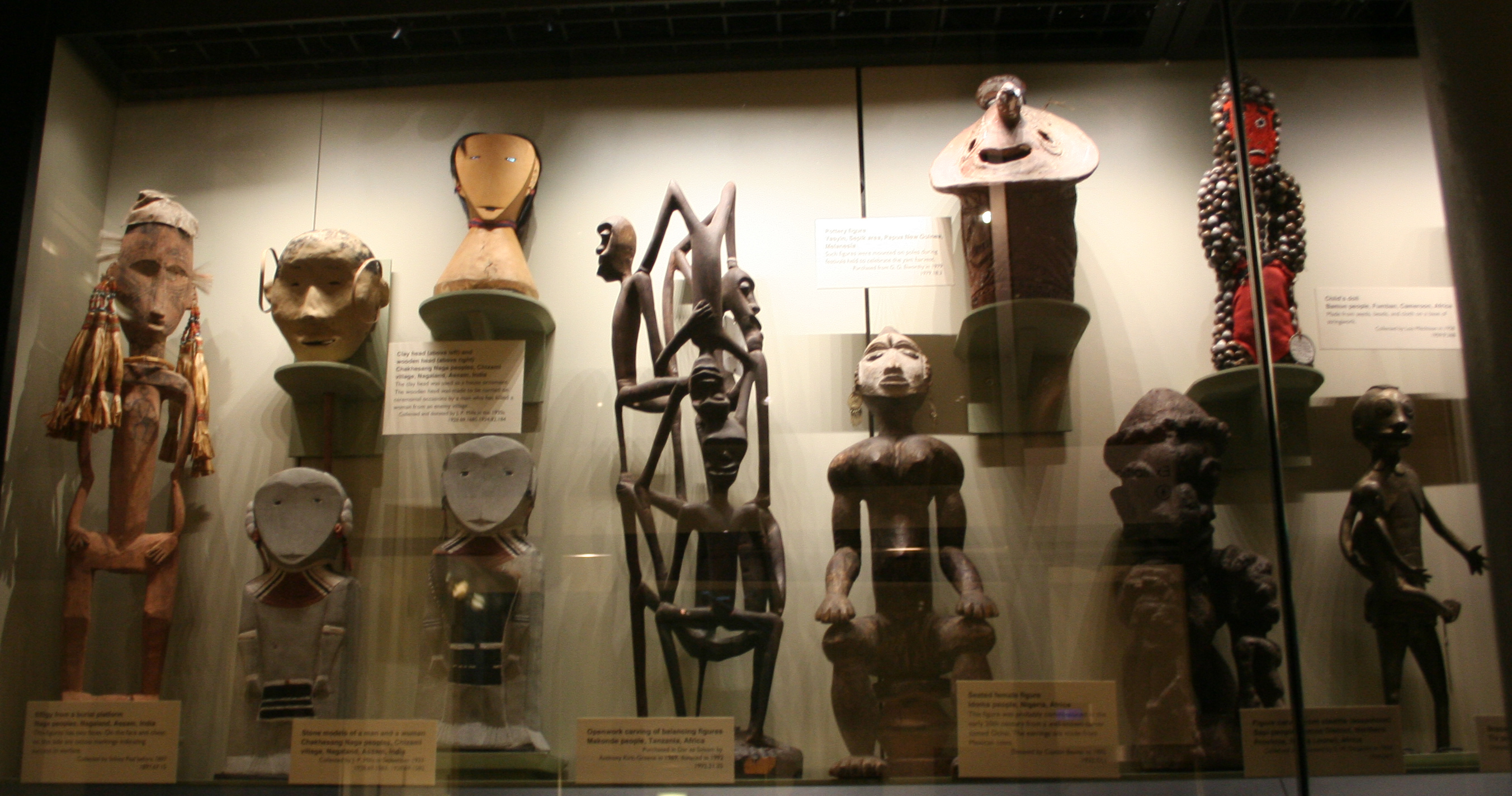
Des chiffres du monde entier
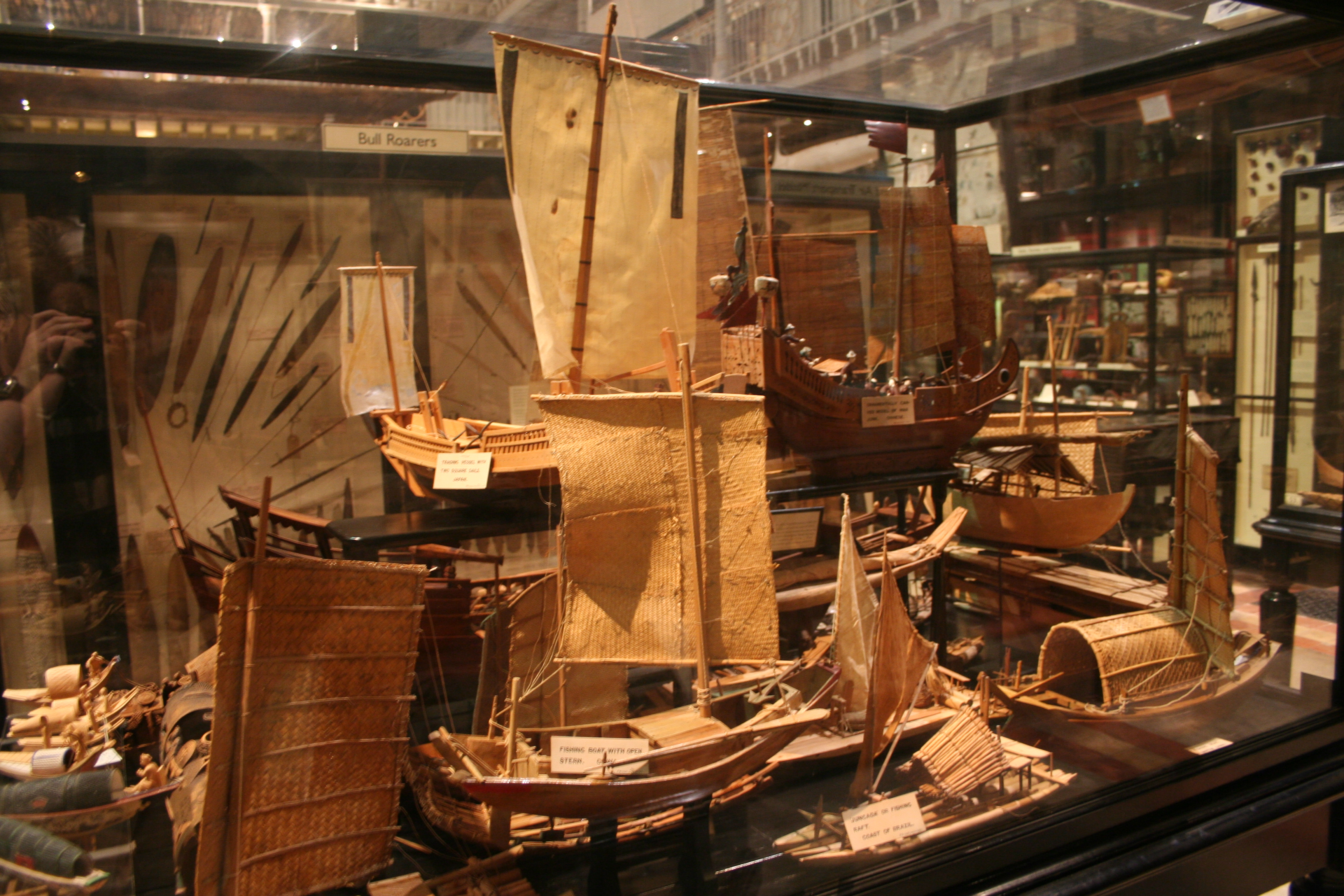
Modèles de bateaux de pêche du monde entier
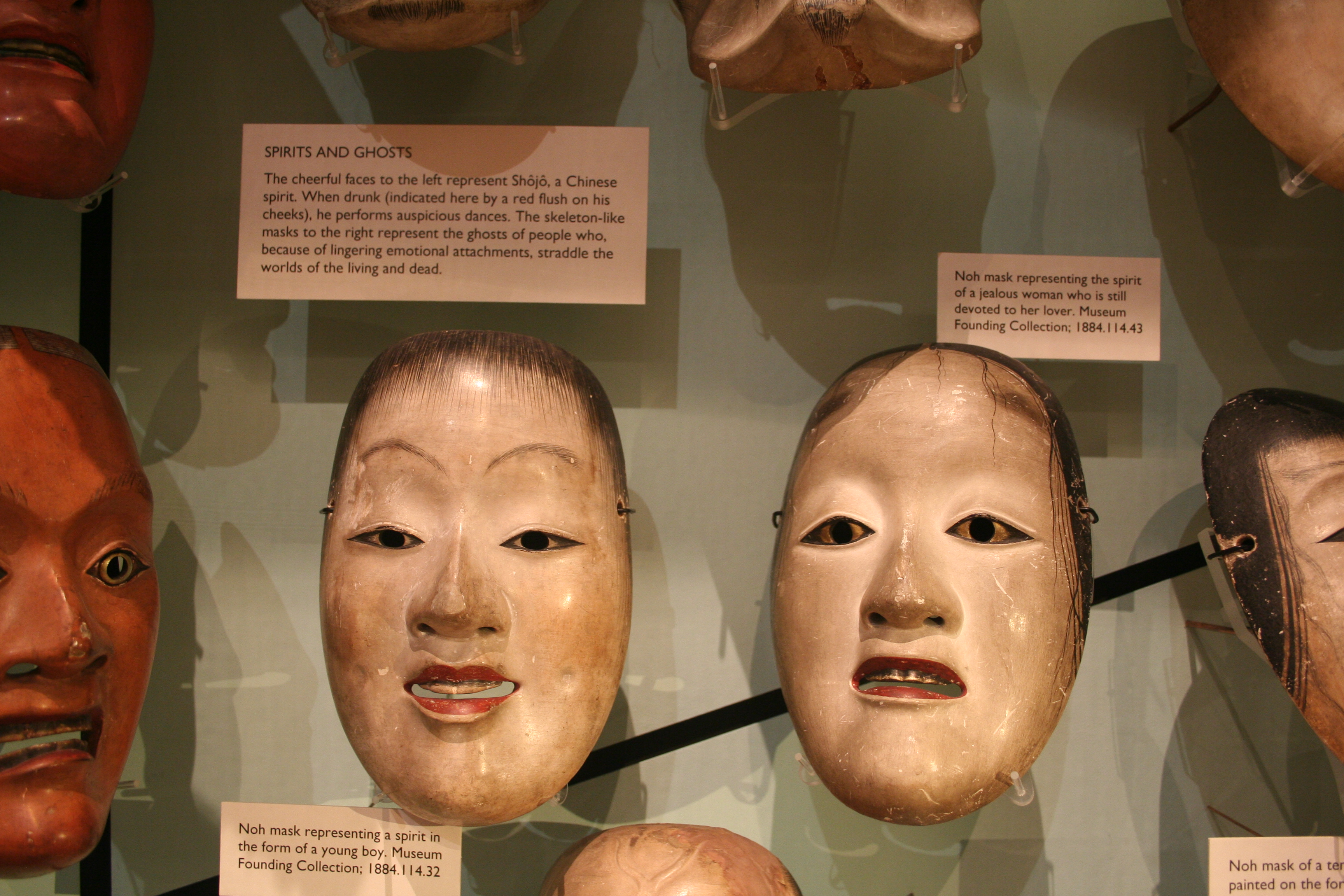
Masques Nô
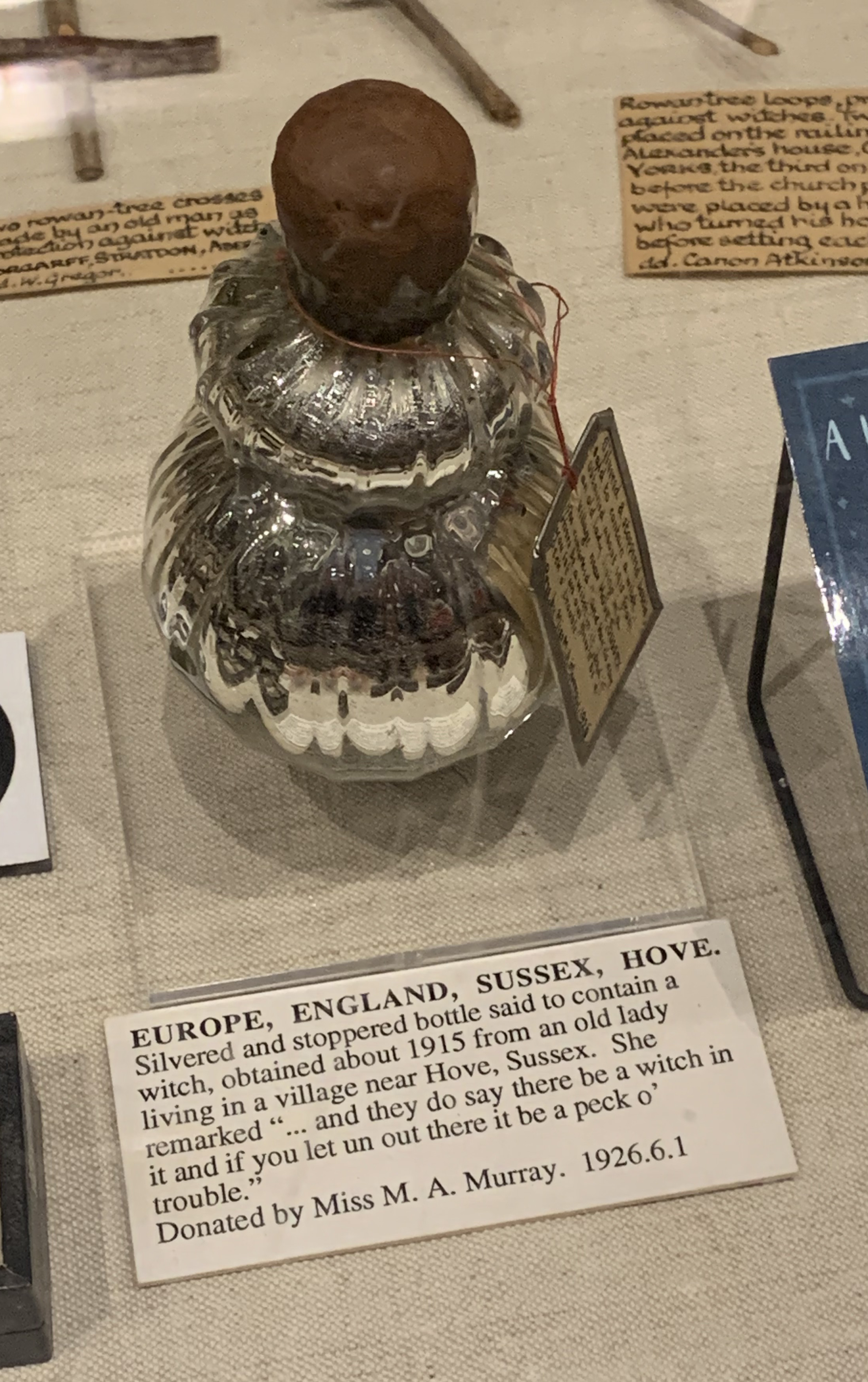
Sorcière dans une bouteille, Hove, Sussex
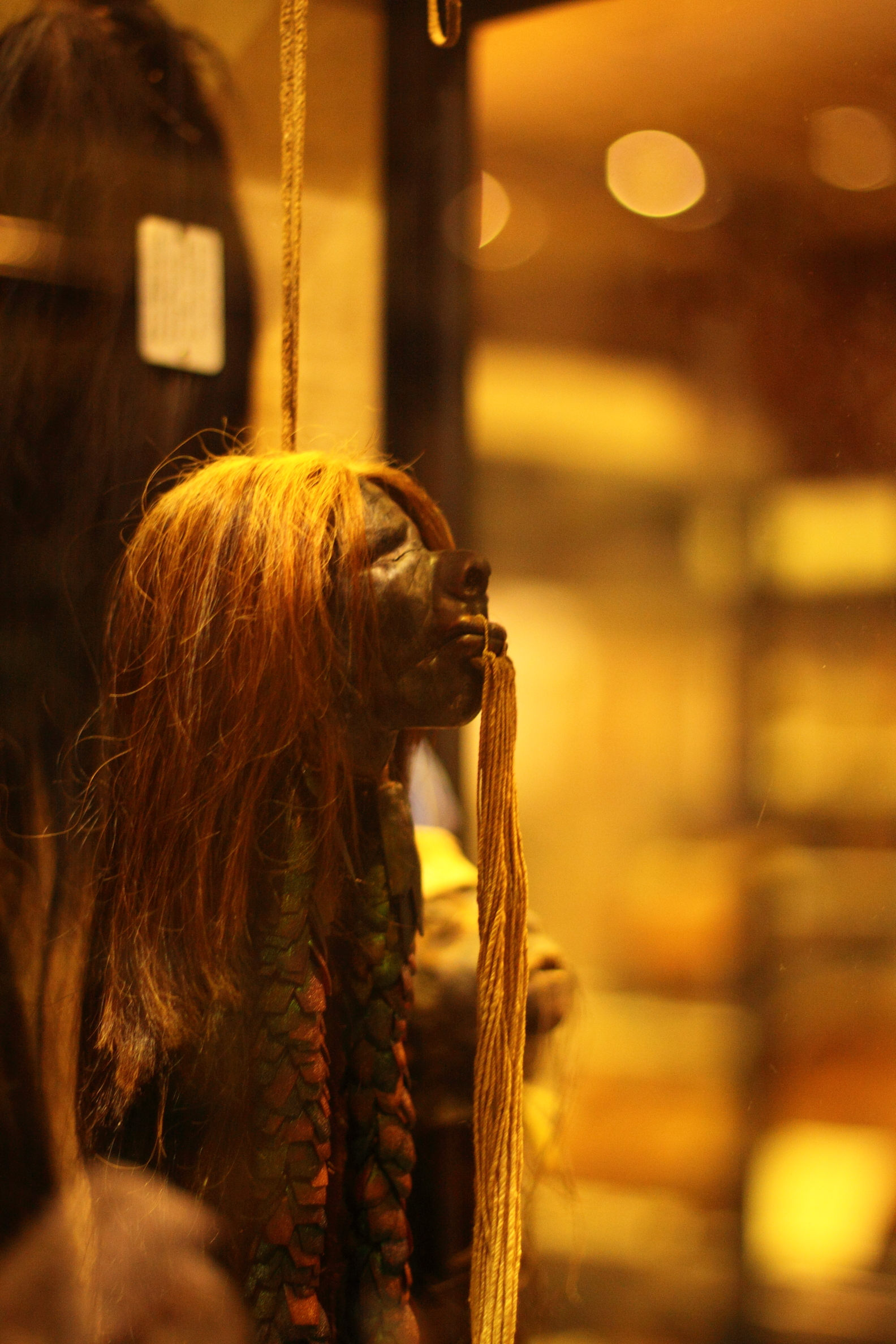
Tête réduite, photo vers 2009. Cet objet, ainsi que la plupart des autres restes humains, ont été retirés de l'exposition en 2020.

## Expansion
En 2004, le musée a reçu 3 700 000 £ du Higher Education Funding Council for England (HEFCE) pour construire une annexe attenante au musée. Les travaux de construction se sont achevés en 2007, ramenant le personnel académique du musée sur le site et fournissant un laboratoire pour la conservation des spécimens.
Une deuxième phase de développement a débuté le 7 juillet 2008, nécessitant la fermeture du musée et des galeries. Le musée a rouvert le 1er mai 2009. Dans cette œuvre, la galerie d'exposition des années 1960 est démontée, rétablissant la vue originale jusqu'au totem du musée. Les vitrines originales ont été remises à leur place d'origine à l'avant du musée. L'espace à l'étage libéré par ces caisses fournit un espace supplémentaire pour un centre éducatif Clore Duffield. Une nouvelle plate-forme d'entrée est construite pour permettre aux visiteurs d'entrer au même niveau que le Musée d'histoire naturelle de l'Université d'Oxford et améliorer l'accès pour les utilisateurs de fauteuils roulants et les parents avec poussettes. Le quai d'entrée offre des espaces de boutique et de réception relocalisés. Un système de contrôle environnemental a également été installé.

## Prix
Le musée de Pitt Rivers, ainsi que le musée d'histoire naturelle de l'université d'Oxford, ont remporté le prix du journal The Guardian pour le musée familial de 2005.
En 2019, le Pitt Rivers Museum est finaliste du prix Art Fund Museum of the Year.

## Héritage colonial
En septembre 2020, le musée annonce qu'il apporte un certain nombre de changements critiques à ses expositions, notamment le retrait des restes humains de l'exposition,. Le musée a également déclaré qu'il apporterait des modifications aux étiquettes pour inclure des histoires « à travers les voix d'artistes et de dirigeants autochtones ». 
Dans le cadre de ce processus, le Pitt Rivers Museum rencontre les communautés d'origine pour remédier aux erreurs et aux lacunes dans les informations qu'il stocke et pour discuter du rapatriement. L’une d’elles est l’initiative Living Cultures, une collaboration entre le musée, un groupe de campagne communautaire masaï appelé Oltoilo Le Maa et l’organisation de développement communautaire InsightShare,. De plus, le musée, en collaboration avec le Musée d'histoire naturelle, a restitué les restes de 17 aborigènes australiens au gouvernement australien en 2022.

## Personnes notables
- Henry Balfour (conservateur)
- Beatrice Blackwood (conservatrice, anthropologue)
- Michael Palin (mécène)
- Augustus Henry Lane Fox Pitt-Rivers (archéologue et donateur de la collection fondatrice)
- Edward Burnett Tylor (anthropologue)

## Voir également
- Musée Ashmoléen

## Lectures complémentaires
- Baumgarten, Lothar. Objets instables. Édition du magazine Guggenheim publiée dans le cadre de l'exposition AMERICA Invention. New York : Musée Solomon R. Guggenheim, 1993. (Contient une documentation photographique de la collection de Pitt Rivers et des essais sur la collecte ethnographique)
- Chapman, William Ryan. « Organiser l'ethnologie : AHLF Pitt Rivers et la tradition typologique ». Dans Objets et autres : essais sur les musées et la culture matérielle. Edité par George W. Stocking Jr. Madison : University of Wisconsin Press, 1985.
- Cranstone, BAL et Steven Seidenberg. Le cadeau du général : une célébration du centenaire du musée de Pitt Rivers, 1884-1984. Oxford : JASO, 1984.
- O'Hanlon, Michael. (2014). Le musée Pitt Rivers : un monde intérieur. Londres, Scala Publishers, 2014.